# Ángel Chiesa
Ángel Domingo Chiesa, talvolta erroneamente riportato come Chiessa (1900 – 15 ottobre 1961), è stato un calciatore argentino, di ruolo attaccante.

## Caratteristiche tecniche
Giocava come interno sinistro.

## Palmarès

### Club

#### Competizioni nazionali
- Copa Campeonato: 3

Huracán: 1921, 1922, 1925
- Copa Ibarguren: 1

Huracán: 1925
- Primera División (AAAF): 1

Huracán: 1928